# Fenerbahçe in het seizoen 2008/09
Hier volgt een overzicht van voetbalwedstrijden van Fenerbahçe SK gedurende het seizoen 2008-2009.

## Seizoensverloop
Fenerbahçe SK zal in het seizoen 2008-2009 deelnemen aan de Süper Lig en de Turkse Beker vanaf de groepsfase. Ook zal de Turkse club vanaf de tweede voorronde beginnen aan een nieuw UEFA Champions League-avontuur.
De Braziliaanse voetbaltrainer Zico, coach van Fenerbahçe SK tussen 2006 en 2008, heeft via de officiële site van de UEFA aangegeven dat hij waarschijnlijk zou vertrekken bij de Turkse club. Aziz Yıldırım beaamde dit op 10 juni 2008 en gaf ook aan dat er een overeenkomst was bereikt met een nieuwe trainer. Op 25 juni 2008 werd op de officiële site van Fenerbahçe SK bekendgemaakt dat de nieuwe trainer van de club de Spanjaard Luis Aragonés zou zijn. Aragonés is op dat moment bondscoach van het Spaans voetbalelftal en staat in de halve finale van het Europees kampioenschap voetbal 2008.
Op 6 juli 2008 brak Deivid de Souza tijdens de eerste training van coach Aragonés zijn linkerenkel. Zijn revalidatie zou naar verluidt vier tot vijf maanden duren. Twee dagen na dit slechte nieuws nam Fenerbahçe SK voor 14 miljoen euro Dani Güiza, de topscorer van de Primera División 2007/08, over van Real Mallorca. Naast de Spanjaard kocht Fenerbahçe SK Emre Belözoğlu en Burak Yılmaz.
De nieuwe shirts van Fenerbahçe SK werden op 25 juli 2008 gepresenteerd. In 2008/2009 zal Fenerbahçe SK met vier verschillende shirts voetballen. Naast het traditionele geel-blauw gestreepte shirt, zal dit seizoen wederom in een geel-wit shirt gevoetbald worden. Dit mede dankzij het verkoopsucces van het geel-witte shirt uit het seizoen 2007-2008. De geel-witte shirts hebben dit jaar horizontale in plaats van verticale strepen. Hiernaast heeft de club een geel shirt als derde tenue en heeft Fenerbahçe SK na enkele jaren weer een witte outfit. Ditmaal met twee blauwe en één gele streep op de borstkas.

## Wedstrijden 2008/2009

### Champions League
| Datum      | Ronde        | Thuis             | Uitslag | Uit               | Goals (FB)             | Bijzonderheden                                                                   |
| ---------- | ------------ | ----------------- | ------- | ----------------- | ---------------------- | -------------------------------------------------------------------------------- |
| 30-07-2008 | 2e voorronde | Fenerbahçe SK     | 2-0     | MTK Hungária FC   | Roberto Carlos, Selçuk | Beide goals FB van richting veranderde afstandsschoten.                          |
| 06-08-2008 | 2e voorronde | MTK Hungária FC   | 0-5     | Fenerbahçe SK     | Semih (4x), Emre (p)   | Evenaring grootste uitoverwinning FB in Europa.                                  |
| 13-08-2008 | 3e voorronde | Partizan Belgrado | 2-2     | Fenerbahçe SK     | Alex (p), Güiza        | Eerste wedstrijd FB tegen een Servische tegenstander.                            |
| 27-08-2008 | 3e voorronde | Fenerbahçe SK     | 2-1     | Partizan Belgrado | Semih, Alex            | FB voor de 14e achtereenvolgende keer ongeslagen in een Europese thuiswedstrijd. |
| 17-09-2008 | groepsfase   | FC Porto          | 3-1     | Fenerbahçe SK     | Güiza                  | FB stond na deze wedstrijd vierde in de groep.                                   |
| 30-09-2008 | groepsfase   | Fenerbahçe SK     | 0-0     | Dynamo Kiev       | -                      | -                                                                                |
| 21-10-2008 | groepsfase   | Fenerbahçe SK     | 2-5     | Arsenal FC        | Güiza                  | Deze wedstrijd was het einde van de 15 onverslagen reeks in eigen huis van FB.   |
| 05-11-2008 | groepsfase   | Arsenal FC        | 0-0     | Fenerbahçe SK     | -                      | -                                                                                |
| 25-11-2008 | groepsfase   | Fenerbahçe SK     | 1-2     | FC Porto          | -                      | -                                                                                |
| 10-12-2008 | groepsfase   | Dynamo Kiev       | 1-0     | Fenerbahçe SK     | -                      | Uitgeschakeld in Europa                                                          |

### Süper Lig
| Datum      | Thuis         | Uitslag | Uit            | Goals (FB)         | Stand | Bijzonderheden                                                                                |
| ---------- | ------------- | ------- | -------------- | ------------------ | ----- | --------------------------------------------------------------------------------------------- |
| 23-08-2008 | Gaziantepspor | 1-0     | Fenerbahçe SK  | -                  | 16e   | FB won 1 van de laatste 6 openingswedstrijden (3 verliespartijen)                             |
| 30-08-2008 | Fenerbahçe SK | 2-0     | Istanbul BB    | Kâzım, Semih       | 7e    | FB wint voor het eerst in de historie van de Süper Lig van Istanbul BB                        |
| 13-09-2008 | Hacettepe     | 2-1     | Fenerbahçe SK  | Alex               | 12e   | Nadat doelman Volkan Demirel in blessuretijd rood kreeg, moest veldspeler Yasin Çakmak keepen |
| 20-09-2008 | Fenerbahçe SK | 3-0     | Gençlerbirliği | Alex, Güiza, Kâzım | 8e    | Deze wedstrijd betekende het competitiedebuut van keeper Volkan Babacan                       |

### Oefenwedstrijden
- 12-07-2008: Fenerbahçe 1 - 1  Swindon Town FC - (Kežman 14')
Wedstrijd werd gespeeld in Kufstein, Oostenrijk.
- 16-07-2008: Fenerbahçe 0 - 0  Sparta Praag
Wedstrijd werd gespeeld in Wörgl, Oostenrijk.
- 19-07-2008: Fenerbahçe 1 - 1  České Budějovice - (Güiza 9')
Wedstrijd werd gespeeld in Kufstein, Oostenrijk.
- 23-07-2008: Fenerbahçe 2 - 1  Sjachtar Donetsk - (Semih 46', Güiza 57')
Wedstrijd werd gespeeld in Istanboel, Turkije.

## Selectie
|    | Nat.*             | Speler**          | Pos.    | Süper Lig | Süper Lig Goals | Europese wedstrijden | Europese Goals | Turkse Beker | Turkse Beker Goals | Totaal wedstrijden | Totaal Goals | Gele Kaarten | Rode Kaarten |
| -- | ----------------- | ----------------- | ------- | --------- | --------------- | -------------------- | -------------- | ------------ | ------------------ | ------------------ | ------------ | ------------ | ------------ |
| 1  | Vlag van Turkije  | Volkan Demirel    | Doel.   | 3         | 0               | 5                    | 0              | 0            | 0                  | 8                  | 0            | 2            | 1            |
| 88 | Vlag van Turkije  | Volkan Babacan    | Doel.   | 1         | 0               | 0                    | 0              | 0            | 0                  | 1                  | 0            | 0            | 0            |
| 89 | Vlag van Turkije  | Mert Günok        | Doel.   | 0         | 0               | 0                    | 0              | 0            | 0                  | 0                  | 0            | 0            | 0            |
| 2  | Vlag van Uruguay  | Diego Lugano      | Verd.   | 3         | 0               | 5                    | 0              | 0            | 0                  | 8                  | 0            | 3            | 0            |
| 3  | Vlag van Brazilië | Roberto Carlos    | Verd.   | 4         | 0               | 5                    | 1              | 0            | 0                  | 9                  | 1            | 2            | 0            |
| 4  | Vlag van Brazilië | Edu Dracena       | Verd.   | 1         | 0               | 3                    | 0              | 0            | 0                  | 4                  | 0            | 1            | 0            |
| 6  | Vlag van Turkije  | Vederson          | Verd.   | 0         | 0               | 0                    | 0              | 0            | 0                  | 0                  | 0            | 0            | 0            |
| 17 | Vlag van Turkije  | Can Arat          | Verd.   | 2         | 0               | 0                    | 0              | 0            | 0                  | 2                  | 0            | 0            | 0            |
| 19 | Vlag van Turkije  | Önder Turacı      | Verd.   | 4         | 0               | 1                    | 0              | 0            | 0                  | 5                  | 0            | 0            | 0            |
| 53 | Vlag van Turkije  | Yasin Çakmak      | Verd.   | 2         | 0               | 2                    | 0              | 0            | 0                  | 4                  | 0            | 2            | 0            |
| 77 | Vlag van Turkije  | Gökhan Gönül      | Verd.   | 4         | 0               | 5                    | 0              | 0            | 0                  | 9                  | 0            | 3            | 0            |
| 5  | Vlag van Turkije  | Emre Belözoğlu    | Midden. | 2         | 0               | 4                    | 1              | 0            | 0                  | 5                  | 1            | 1            | 0            |
| 10 | Vlag van Brazilië | Alex de Souza(C)  | Midden. | 4         | 2               | 5                    | 2              | 0            | 0                  | 9                  | 4            | 1            | 0            |
| 11 | Vlag van Turkije  | Tümer Metin       | Midden. | 0         | 0               | 0                    | 0              | 0            | 0                  | 0                  | 0            | 0            | 0            |
| 16 | Vlag van Spanje   | Josico            | Midden. | 1         | 0               | 1                    | 0              | 0            | 0                  | 2                  | 0            | 0            | 0            |
| 18 | Vlag van Turkije  | Ali Bilgin        | Midden. | 0         | 0               | 0                    | 0              | 0            | 0                  | 0                  | 0            | 0            | 0            |
| 21 | Vlag van Turkije  | Selçuk Şahin      | Midden. | 1         | 0               | 4                    | 1              | 0            | 0                  | 5                  | 1            | 1            | 0            |
| 24 | Vlag van Turkije  | Deniz Barış       | Midden. | 0         | 0               | 1                    | 0              | 0            | 0                  | 1                  | 0            | 0            | 0            |
| 25 | Vlag van Turkije  | Uğur Boral        | Midden. | 4         | 0               | 5                    | 0              | 0            | 0                  | 9                  | 0            | 0            | 0            |
| 32 | Vlag van Turkije  | Gürhan Gürsoy     | Midden. | 1         | 0               | 2                    | 0              | 0            | 0                  | 3                  | 0            | 0            | 0            |
| 33 | Vlag van Chili    | Claudio Maldonado | Midden. | 4         | 0               | 3                    | 0              | 0            | 0                  | 7                  | 0            | 0            | 0            |
| 7  | Vlag van Turkije  | Burak Yılmaz      | Aanv.   | 4         | 0               | 4                    | 0              | 0            | 0                  | 8                  | 0            | 3            | 0            |
| 8  | Vlag van Turkije  | Kâzım-Richards    | Aanv.   | 4         | 2               | 5                    | 0              | 0            | 0                  | 9                  | 2            | 1            | 0            |
| 14 | Vlag van Spanje   | Dani Güiza        | Aanv.   | 4         | 1               | 5                    | 2              | 0            | 0                  | 9                  | 3            | 3            | 0            |
| 23 | Vlag van Turkije  | Semih Şentürk     | Aanv.   | 2         | 1               | 4                    | 5              | 0            | 0                  | 6                  | 6            | 0            | 0            |
| 38 | Vlag van Turkije  | Ilhan Parlak      | Aanv.   | 1         | 0               | 1                    | 0              | 0            | 0                  | 2                  | 0            | 0            | 0            |
| 99 | Vlag van Brazilië | Deivid de Souza   | Aanv.   | 0         | 0               | 0                    | 0              | 0            | 0                  | 0                  | 0            | 0            | 0            |

Teamcoach is:  Luis Aragonés.
* Sommige spelers hebben een dubbele nationaliteit. De nationaliteiten die hier zijn aangegeven, zijn de nationaliteiten van de spelers waaronder ze zijn ingeschreven bij de TFF. In Turkije geldt dit seizoen een buitenlandse spelers-limiet van 6+2. Dit betekent dat er maximaal zes buitenlandse spelers in het basiselftal mogen starten, en dat buiten die zes spelers er twee buitenlandse spelers op de bank mogen zitten. Tijdens elk moment van een wedstrijd voetballen er dus per club maximaal zes buitenlandse spelers. 

** Dikgedrukte spelers zijn internationals. 

## Transfers

### Begin van het seizoen
Aangeworven
|                  | Speler                    | Vorige club          | Contract tot |
| ---------------- | ------------------------- | -------------------- | ------------ |
| Vlag van Spanje  | Luis Aragonés             | Spaans voetbalelftal | medio 2010   |
| Vlag van Turkije | Emre Belözoğlu            | Newcastle United FC  | medio 2012   |
| Vlag van Spanje  | Dani Güiza                | Real Mallorca        | medio 2012   |
| Vlag van Spanje  | José Joaquín Moreno Verdú | Villarreal CF        | medio 2010   |
| Vlag van Turkije | Burak Yılmaz              | Manisaspor           | medio 2012   |

Vertrokken
|                   | Speler          | Vorige club   | Bij Fenerbahçe SK sinds |
| ----------------- | --------------- | ------------- | ----------------------- |
| Vlag van Turkije  | Olcan Adın      | Gaziantepspor | 2003                    |
| Vlag van Ghana    | Stephen Appiah  | n.n.b.        | 2005                    |
| Vlag van Turkije  | Kemal Aslan     | Kocaelispor   | 2003                    |
| Vlag van Turkije  | Mehmet Aurélio  | Real Betis    | 2003                    |
| Vlag van Turkije  | Serdar Kulbilge | Kocaelispor   | 2005                    |
| Vlag van Brazilië | Zico            | n.n.b.        | 2006                    |

Verhuurd
|                  | Speler        | Verhuurd aan        | Verhuurd tot |
| ---------------- | ------------- | ------------------- | ------------ |
| Vlag van Servië  | Mateja Kežman | Paris Saint-Germain | juni 2009    |
| Vlag van Turkije | Kerim Zengin  | Istanbul B.B.       | juni 2009    |